# Raúl Bustos
José Raúl Bustos Alonso (Montevideo, Uruguay, 10 de abril de 1944), es un médico y político uruguayo, quien se desempeñó como Ministro de Salud Pública entre 1997 y 2000.

## Primeros años
Nació en Montevideo el 10 de abril de 1944.
Cursó estudios en la Facultad de Medicina de la Universidad de la República, donde se graduó como médico en el año 1969.

## Actividad docente y académica
Desde 1966 fue docente de Fisiología Obstétrica de dicha Facultad de Medicina y desde 1969 fue adjunto del mismo Servicio.
En 1974 integró la masa de docentes renunciantes en solidaridad con quienes se negaron a firmar la declaración jurada de fe democrática impuesta por la intervención de la Universidad de la República durante la dictadura cívico militar instaurada el año anterior.
Ese mismo año recibió una beca para estudiar en Estados Unidos, graduándose en 1976 como Perinatólogo en la Universidad de California, Escuela de Medicina de San Diego.Posteriormente, en 1983 fue becado por la Comisión Fullbright para la misma Universidad de California.
Fue jefe de sección del departamento de Fisiopatologíay más tarde profesor agregado del Departamento de Neonatología de la Facultad de Medicina de la UDELAR, hasta llegar al grado de profesor titular (Grado 5) el máximo cargo académico en la UDELAR, en el año 1998. 
Permaneció en el mismo durante 11 años, hasta cesar en 2009 al cumplir los 65 años, edad máxima para el desempeño de cargos docentes en dicha Facultad.

## Actividad gremial
En 1966 fue Secretario General de la Asociación de Estudiantes de Medicina, y ocupó un puesto como Consejero de la Facultad de Medicina por el orden estudiantil entre 1967 y 1969.En las elecciones universitarias de 1971 fue electo miembro suplente de la Asamblea del Claustro de la misma Facultad por el orden egresados.
A partir de 1965 fue afiliado al Sindicato Médico del Uruguay, que en el año 2010 le otorgó la Distinción Sindical al mérito docente, científico y en el ejercicio profesional.

## Actividad profesional
En el plano internacional, se desempeñó como neonatólogo del Centro Latinoamericano de Perinatología-CLAP (OPS/OMS).
Fue consultor de la Organización Panamericana de la Salud en el área materno-infantil para América Latina y el Caribe y consultor del Instituto Interamericano del Niño de la Organización de Estados Americanos en el área materno infantil y perinatal para la misma región.Participó en numerosas conferencias y jornadas internacionales en tales calidades.
A nivel del Uruguay, en 1982 ganó el Premio Nacional de Medicina en el área de la Salud Pública, con un trabajo sobre Programa de atención perinatal y materno infantil con énfasis en atención primaria de salud.
Fue fundador y director del Centro Uruguayo de Perinatología (CUP). 
Cumplió funciones como médico en el Sanatorio Impasa, en el SMI, y en Médica Uruguaya, siendo Jefe de Servicio de Neonatología de esta última institución.
En 1987 fue nombrado delegado alterno del Poder Ejecutivo en el Consejo Directivo del Programa de Desarrollo de las Ciencias Básicas (PEDECIBA).

## Ministerio de Salud Pública
Fue director de División Médica en el Ministerio de Salud Pública.

### Director general de la Salud
En marzo de 1995, al iniciarse la segunda presidencia de Julio María Sanguinetti, éste y su ministro de Salud Pública Alfredo Solari designaron a Bustos como director general de la Salud, dirección dependiente de dicho ministerio.

### Ministro
Dos años después, el 18 de marzo de 1997, tras la renuncia a su cargo de Solari, el presidente Sanguinetti nombró a Bustos como nuevo Ministro de Salud Pública.
Permaneció en el cargo durante tres años, hasta la finalización del período presidencial de Sanguinetti.
En marzo de 2000, al asumir Jorge Batlle como nuevo presidente, Horacio Fernández Ameglio sucedió a Bustos como titular del Ministerio de Salud Pública.

## Actividad política
En el año 1970 fue uno de los firmantes de la llamada Declaración del siete de octubre, uno de los hitos en el proceso que condujo a la fundación del Frente Amplio al año siguiente. En años posteriores integró la Lista 99.
Al finalizar la dictadura cívico militar, en las elecciones de 1984, ya integrado al Partido Colorado, figuró en el octavo puesto en la lista de candidatos a la Cámara de Senadores para la XLII Legislatura (1985-1990) encabezada por Manuel Flores Silva (Corriente Batllista Independiente-Lista 89), acompañando la fórmula presidencial Julio María Sanguinetti-Enrique Tarigo. Sanguinetti resultó electo presidente, pero la CBI obuvo un solo escaño en el Senado, que correspondió a Flores Silva.
En las elecciones de 1989 figuró en el noveno puesto en la lista de candidatos del mismo sector a la Cámara de Senadores  para la XLIII Legislatura (1990-1995), encabezada nuevamente por Flores Silva, acompañando esta vez la fórmula presidencial Jorge Batlle-Jorge Sanguinetti. En esta ocasión las elecciones fueron ganadas por Luis Alberto Lacalle del Partido Nacional, y la lista en cuestión no alcanzó representación parlamentaria. 
Posteriormente Bustos se integró al Foro Batllista encabezado por Julio María Sanguinetti. En las elecciones de 1994 figuró como tercer suplente de Eduardo Lasalvia, candidato número 21 de la lista a la Cámara de Senadores para la XLIV Legislatura (1995-2000) por dicho sector, que postulaba la fórmula presidencial Sanguinetti-Hugo Batalla. Sanguinetti ganó la presidencia por segunda vez, y el Foro Batllista obtuvo siete senadores. 
En las elecciones de 1999, Bustos figuró como segundo suplente de Pablo Millor, tercer candidato a la Cámara de Senadores para la XLV Legislatura (2000-2005) por el Foro Batllista. Pese a que la lista obtuvo cinco senadores, incluido Millor, Bustos no ingresó a cubrir suplencias del mismo durante la legislatura.

## Vida personal
Es hijo de José Silvano Bustos Otero y de Dominga Prudencia Alonso (o Alonzo) Cuneo, quienes contrajeran matrimonio en 1942. Su padre falleció en noviembre de 2000 y su madre en agosto de 2003.
Raúl Bustos se casó en 1967 con Liliana Fasanello, con la que tuvo dos hijos, Laura (1970) y Leandro (1973) Bustos Fasanello.
Luego de divorciarse, en 1980 contrajo segundas nupcias con la artista plástica Lilián Ruth Lipschitz, separándose para así entonces contraer nupcias en el año 2014 con María del Carmen Bañales (obstetra partera) hasta la actualidad.